# Euderces nelsoni
Euderces nelsoni är en skalbaggsart som beskrevs av Chemsak 1969. Euderces nelsoni ingår i släktet Euderces och familjen långhorningar. Inga underarter finns listade i Catalogue of Life.